# Jim Webb
James Henry "Jim" Webb, Jr. (født 9. februar 1946 i Saint Joseph, Missouri, USA) er en amerikansk forfatter og politiker. Han var medlem af USA senat som repræsentant for delstaten Virginia 2007–2013.
Webb udtrykte ønske om at stille op til præsidentvalget i USA 2016, men opnåede ikke tilstrækkelig opbakning og trak sig inden primærvalgene. 
Som forfatter har Webb skrevet bogen Born Fighting, om skotsk/irsk-amerikanere. Han har herudover skrevet seks romaner. Han er manuskriptforfatter til actionfilmen Rules of Engagement.
Webb deltog i Vietnamkrigen, hvor han blev dekoreret med flere medaljer: Navy Cross, Silver Star, to gange Bronze Star og to gange Purple Heart.
Han har juridisk embedseksamen fra Georgetown University i 1975. Som republikansk politiker fungerede  han under Ronald Reagan, først i i forsvarsministeriet 1984–1987 og siden som flådeminister 1987–1988. Han forlod i 1988 posten i protest mod nedskæringer i US Navy.
Webb skiftede senere til det demokratiske parti og blev i 2006 valgt som senator for Virginia, hvor han i valgkampen besejrede den siddende senator George Allen.

## Eksterne links
- Wikimedia Commons har flere filer relateret til Jim Webb
- Website webb2016.com Arkiveret 22. april 2016 hos  Wayback Machine